# Minihy-Tréguier
Minihy-Tréguier (bret. Ar Vinic'hi) – miejscowość i gmina we Francji, w regionie Bretania, w departamencie Côtes-d’Armor.
Według danych na rok 1990 gminę zamieszkiwały 1024 osoby, a gęstość zaludnienia wynosiła 85 osób/km² (wśród 1269 gmin Bretanii Minihy-Tréguier plasuje się na 571. miejscu pod względem liczby ludności, natomiast pod względem powierzchni na miejscu 764.).